# Альберт (графство)
Гра́фство Альбе́рт расположено в юго-восточной части канадской провинции Нью-Брансуик в районе заливов Фанди и Чигнекто. По данным переписи 2006 года численность населения графства составляет 27 562 человек.
Графство было основано в 1845 году как часть графств Вестморленд и Сент-Джон и названо в честь принца Альберта

## География

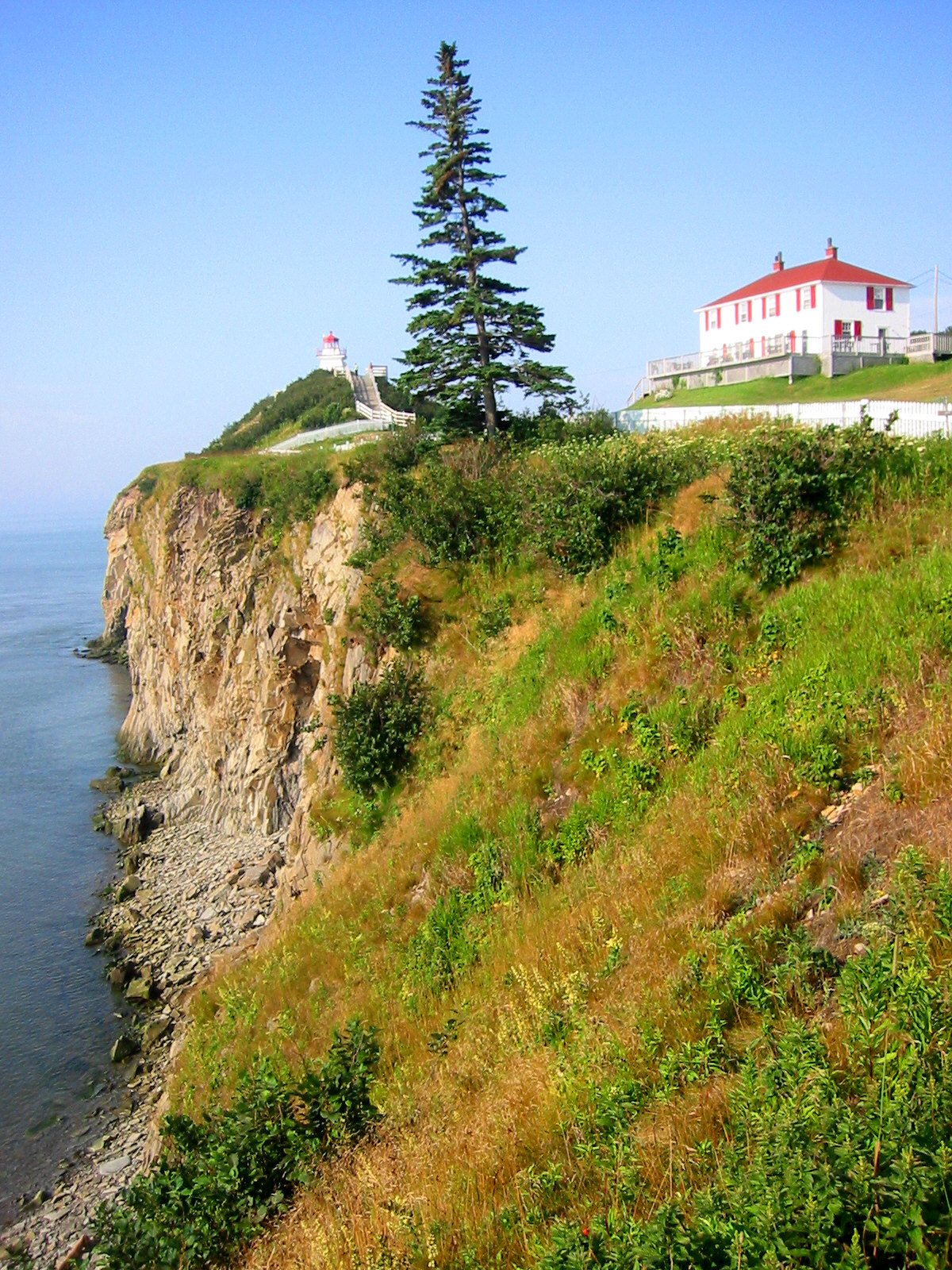
Маяк на мысе Enrage.

Территория графства омывается водами залива Чигнекто с юга, и водами залива Шеподи с востока. Северной границей является река Петиткодиак, на которой расположен город Салисбери. Северо-западная часть графства является результатом расширения прихода Салисбери графства Вестморленд. На западе расположены графства Кингс и Сент-Джон. Площадь графства составляет 1806,12 км².
В основе географии графства Альберт находится две отличительные черты: залив Фанди с его приливами и холмы, которые являются частью горной системы Аппалачи и проходят вдоль побережья залива, образуя основу ландшафта графства. Горы, покрытые лесами с ценными породами дерева и содержащие полезные ископаемые, находятся так близко к водным артериям региона, что стали основой индустриального роста графства в XIX веке. В частности в графстве было обнаружено месторождение пиробитума, получившего в честь графства название «альбертит». Во время работы шахт было добыто 230 тысяч тонн альбертита, главным применением которого стало обогащение битумных углей при производстве светильного газа.
Залив Фанди является местом с самыми большими приливами на планете, которые достигают 18 м. 4 октября 1869 года ураган, получивший название Саксби-Гейл (англ. Saxby Gale), усилил прилив и поднял воду на 3 м выше стандартных уровней прилива. Основной удар стихии пришёлся на графство Шарлотт и остров Мэн, однако и в графстве Альберт несколько человек утонуло, были затоплены или снесены потоком дома, разрушены мосты и затоплены посадки.

### Населённые пункты и приходы

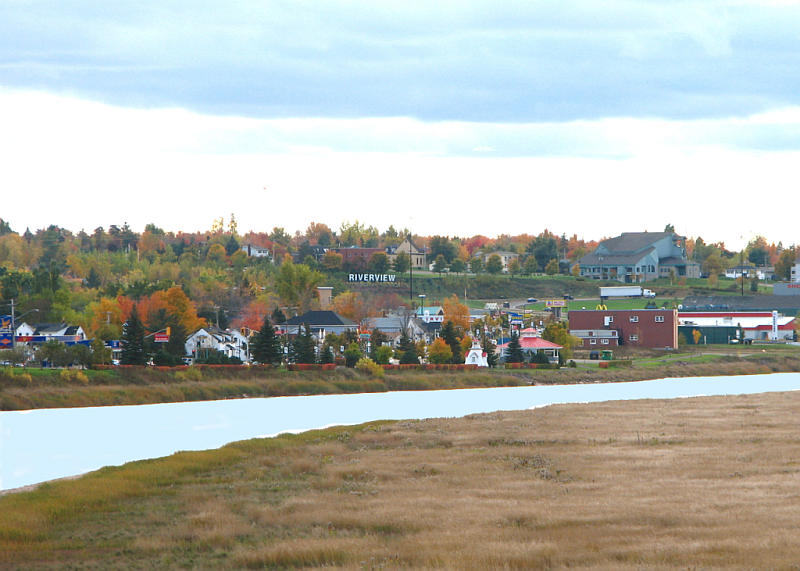
Ривервью.

Вся территория графства включает в себя один город, три деревни и шесть приходов.
| Название          | Оригинальное название | Статус  | Площадь | Население |
| ----------------- | --------------------- | ------- | ------- | --------- |
| Ривервью          | Riverview             | Город   | 33,88   | 17 832    |
| Альма             | Alma                  | Деревня | 47.64   | 301       |
| Риверсайд-Альберт | Riverside-Albert      | Деревня | 3,41    | 320       |
| Хиллсборо         | Hillsborough          | Деревня | 12,98   | 1 292     |
| Альма             | Alma                  | Приход  | 222,79  | 5         |
| Ковердейл         | Coverdale             | Приход  | 236,15  | 4 144     |
| Харви             | Harvey                | Приход  | 276,84  | 424       |
| Хиллсборо         | Hillsborough          | Приход  | 303,73  | 1 473     |
| Хоупвелл          | Hopewell              | Приход  | 149,32  | 798       |
| Элджин            | Elgin                 | Приход  | 519,38  | 973       |

## История
Первыми жителями на территории графства были индейцы племени микмак. Они вели кочевую жизнь и редко строили постоянные поселения. Зимой, спасаясь от холода, они уходили глубоко в лес, а летом занимались рыболовством в прибрежной полосе.
Самуэль де Шамплен в 1604 году был первым европейцем прибывшим на территорию графства, он объявил земли графства принадлежащими королю Франции. В 1698 году французы начали основывать первые поселения. Поселения французов росли вплоть до 1755 года, когда началась франко-индейская война и акадцы были изгнаны с территории. С увеличением численности населения за счёт британских лоялистов после американской революции встал вопрос об разделении территории на две провинции Новая Шотландия и Нью-Брансуик. Когда произошло разделение в 1784 году территория графства Альберт являлась частью графства Вестморленд.
К середине XIX века поселенцы, изначально селившиеся вдоль залива Фанди и реки Петиткодиак, в поисках мест для ферм и возможностей заготовки древесины достигли небольших рек в глубине территории. Центр графства Вестморленд был расположен в Дорчестере и был сильно удалён от основных быстрорастущих поселений. Вместе с экономическим ростом и ростом численности населения графства Вестморленд стал вопрос об образовании отдельного графства. 27 марта 1845 произошло отделение приходов Хиллсборо и Хоупвелл в отдельное графство Альберт. Приходы Элджин и Альма были образованы позже.
Вплоть до 1967 года, когда в рамках программы равенства возможностей были упразднены муниципальные функции графств, административным центром графства Альберт являлся Мыс Хоупвелл (англ. Hopewell Cape).

### Германская община
Хотя первые немецкие переселенцы, возможно, появились в графстве вместе с акадцами, в 1765 году в графство Альберт из Пенсильвании переселились выходцы из Германии. Основной причиной были скудные земли Пенсильвании, но были также и экономические, политические и социальные причины. Немцы расселились вдоль реки Шеподи, около старого поселения акадцев и назвали эту землю «Германтаун» (англ. Germantown).

## Достопримечательности
На территории графства Альберт расположен национальный парк Фанди, который был основан в 1948 году и занимает 205,9 км². Дирекция национального парка находится в Альме. Территория национального парка включает в себя как побережье, так и лесные массивы. Кроме того здесь находится более 20 водопадов. Во время отлива посетители парка имеют возможность взглянуть на океанское дно.

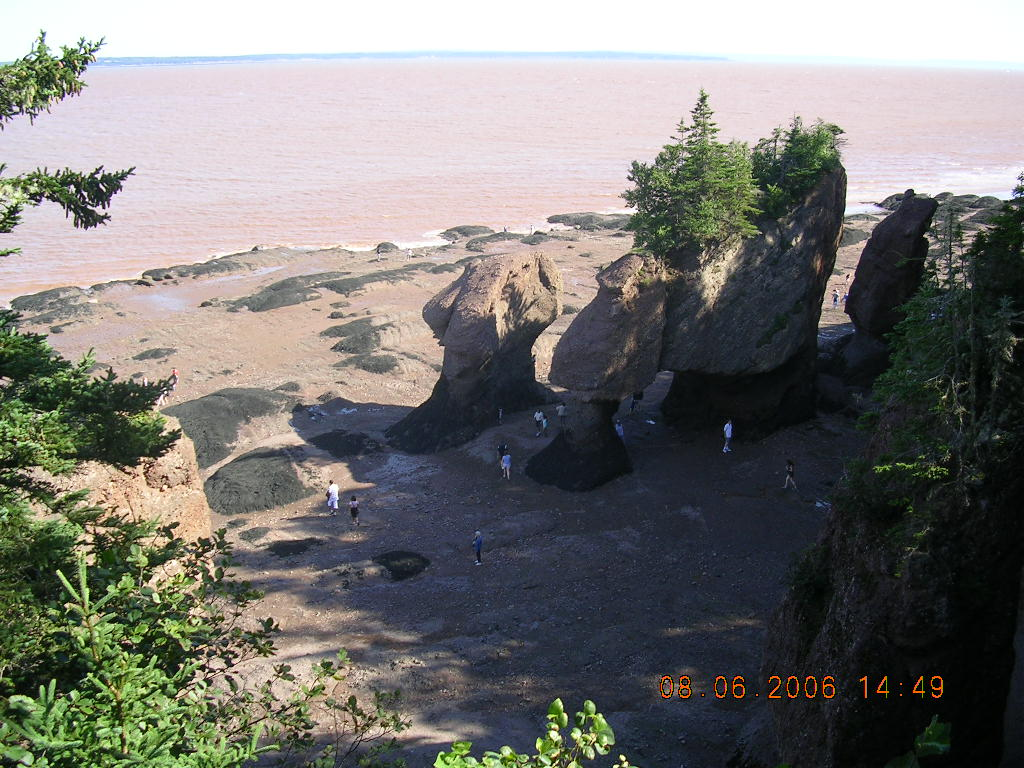
Провинциальный парк Рокс.

Высокие приливы в заливе Шеподи и на реке Петиткодиак вызывают сильную эрозию, которая формирует причудливые каменные образования, которые ещё называют каменными цветами. Здесь находится провинциальный парк Рокс..
В графстве можно наблюдать сохранившуюся временами сложную дренажную систему, построенную ещё французами и поддерживаемую и расширенную немецкими и английскими поселенцами. Система шлюзов выполняет две цели: она призвана поддерживать уровень воды в реке Петиткодиак, а также закрывает доступ солёной воды залива на фермерские угодья.
В деревне Хиллсборо находится железнодорожный музей Нью-Брансуика, все экспонаты которого предоставлены железнодорожной компанией Салисбери и Альберта.

## Персоналии

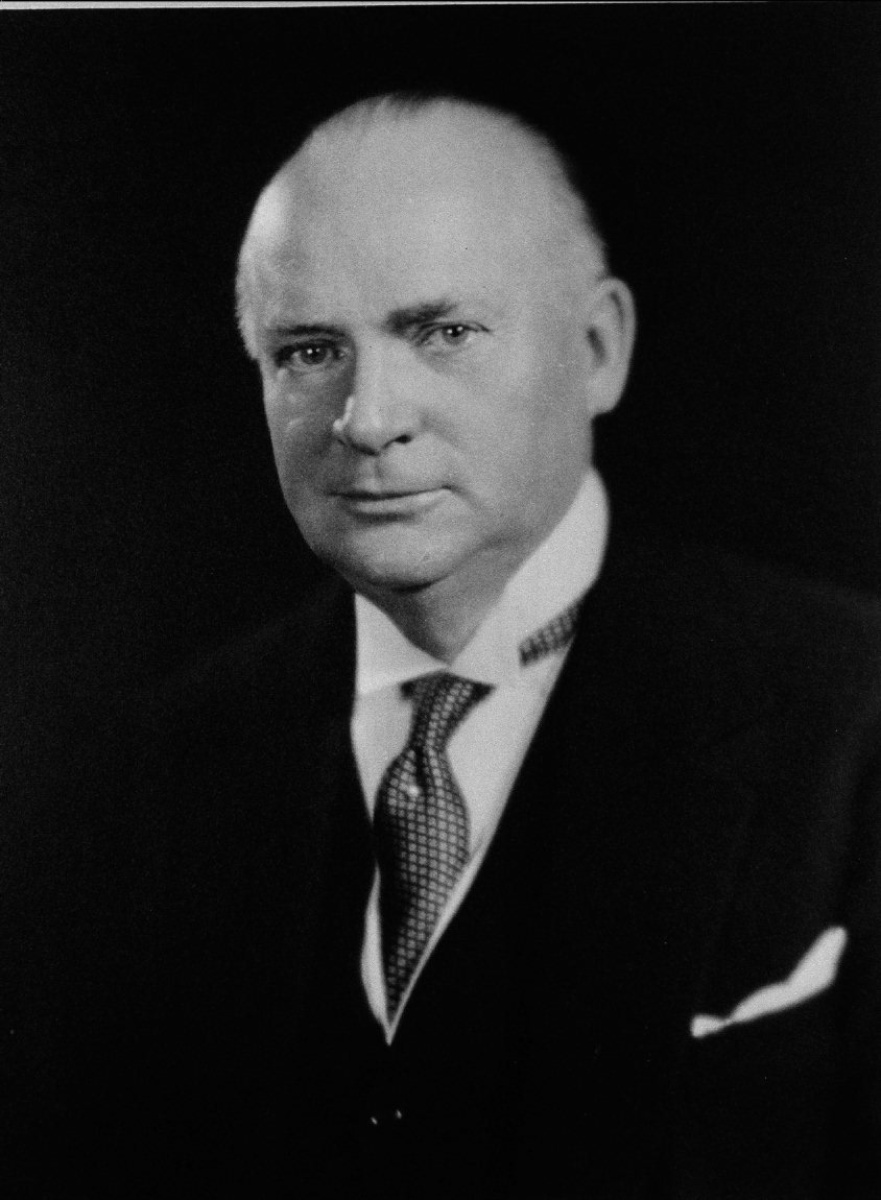
Ричард Беннет

Самым знаменитым представителем графства Альберт является Достопочтенный Ричард Беннет, 11-й премьер-министр Канады.
Уильям Генри Стивс долгие годы был членом законодательного собрания во Фредериктоне, а затем стал сенатором в Оттаве. Он считается одним из отцов конфедерации, так как присутствовал на конференциях в сентябре 1864 года в Шарлоттауне и в октябре 1864 года в Квебеке, в результате которых произошло объединение четырёх провинций в Доминион Канада. Уильям Стивс родился в Хиллсборо и имеет немецкие корни.
Ещё одной примечательной личностью является Молли Кул, уроженка Альмы и первая женщина, ставшая в 1939 году капитаном корабля в Северной Америке. Она управляла судном своего отца «Джон К.» и занималась перевозкой грузов.